# Atto di Unione (1800)

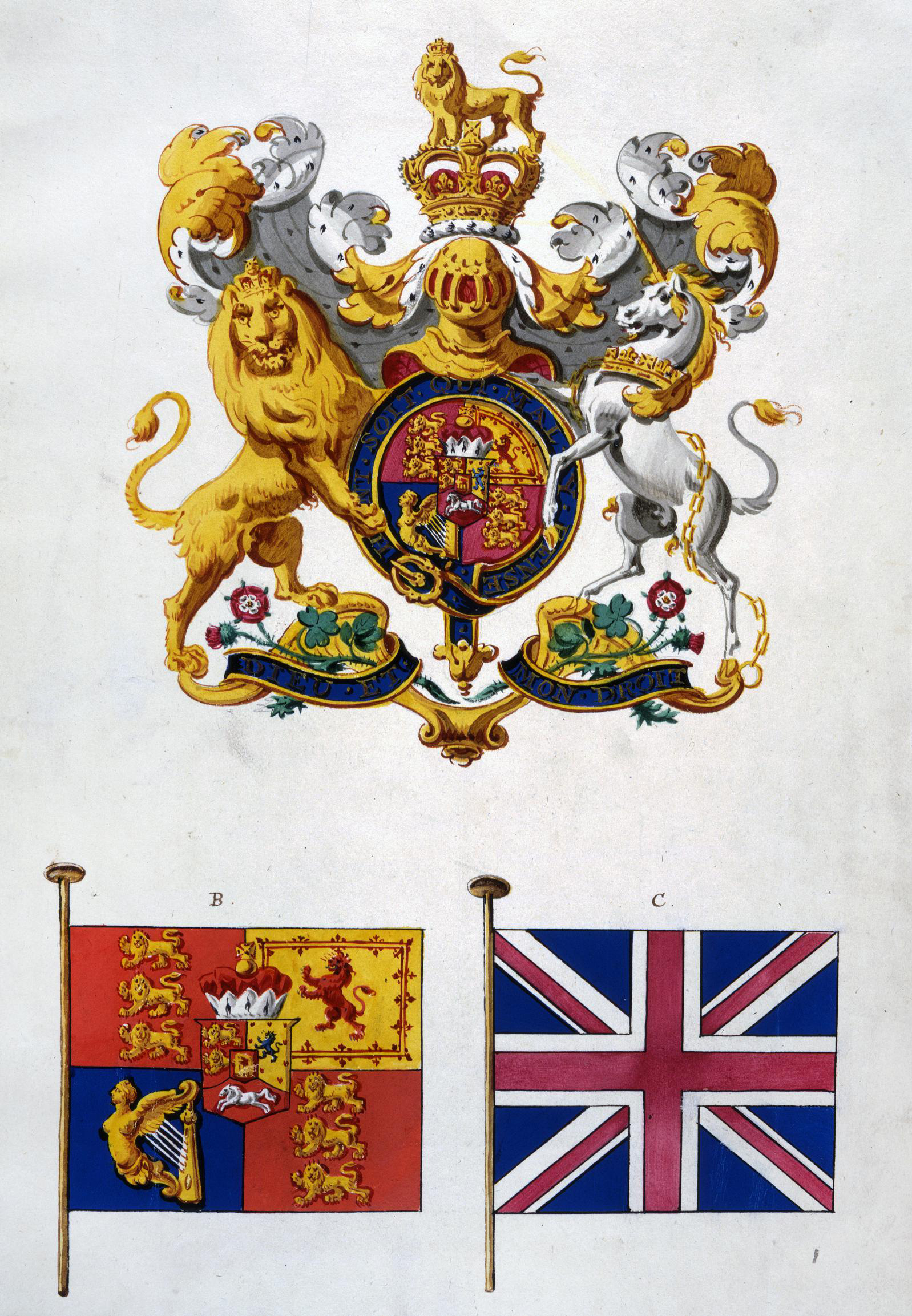
Le armi reali, lo stendardo reale e la bandiera nazionale del nuovo Regno Unito. (Approvato il 5 novembre 1800.)

L'Atto d'Unione del 1800 fuse il regno d'Irlanda ed il regno di Gran Bretagna (il quale era, a sua volta, risultato dell'unione tra Inghilterra e Scozia sancita nel 1707), creando così il Regno Unito di Gran Bretagna e Irlanda, con effetto dal 1º gennaio 1801. L'atto ricevette il Royal Assent il 1º agosto 1800.

## Storia
L'Atto fu approvato dal parlamento britannico e da quello irlandese.
Con la Costituzione del 1782, al parlamento irlandese era stato garantito un certo grado d'autonomia dopo che, per secoli, era stato subordinato al parlamento inglese e, più tardi, a quello britannico. Di conseguenza, molti parlamentari irlandesi, compreso Henry Grattan, erano gelosi della loro indipendenza e avevano già rifiutato una proposta per l'unione dei due regni nel 1799. In ogni caso, una decisa campagna del governo britannico, ma anche l'incertezza seguita alla rivolta irlandese del 1798, resero l'Unione con la Gran Bretagna una prospettiva più accettabile. L'Atto fu quindi definitivamente approvato dal Parlamento irlandese con una considerevole maggioranza, anche se diversi parlamentari si opposero.
L'Atto di unione segnò una strada poi percorsa anche, mutatis mutandis, per la fusione perfetta del 1847 tra il regno di Sardegna e gli Stati di terraferma.

## Struttura
L'Atto era composto di otto articoli:
- Gli articoli da I a IV riguardavano gli aspetti politici dell'Unione, garantendo che l'Irlanda sarebbe stata rappresentata da oltre 100 seggi nel parlamento unificato (più di quelli che avrebbero dovuto esserle assegnati riguardo alla popolazione)
- L'articolo V istituiva una Chiesa unita d'Inghilterra ed Irlanda
- L'articolo VI regolava l'unione doganale, stabilendo la permanenza dei dazi irlandesi sulle importazioni, ma che i dazi britannici sull'importazione di alcuni beni irlandesi sarebbero stati rimossi.
- L'articolo VII statuì che l'Irlanda avrebbe dovuto versare al governo unito due settantesimi dei suoi redditi.
- L'articolo VIII formalizzò gli aspetti giudiziari dell'Unione.

Molti cattolici irlandesi erano favorevoli all'Unione, in quanto sarebbe stata permessa l'elezione di parlamentari cattolici (non consentita nel parlamento irlandese già da oltre un secolo secondo i disposti delle Leggi penali irlandesi), dando così il via all'emancipazione. Ciò non avvenne, poiché re Giorgio III rifiutò di dare seguito a questa parte dell'accordo, in quanto riteneva che emancipare i cattolici sarebbe stato in contrasto con il Giuramento di fedeltà. L'emancipazione fu così posticipata al 1829.
Quella creata per la fusione tra i regni d'Irlanda e di Gran Bretagna nel 1801 rimane ancora la bandiera del Regno Unito. Conosciuta come Union Flag (o Union Jack), combina le bandiere di Inghilterra e Scozia con la croce di San Patrizio, che rappresenta l'Irlanda. Nasceva così il Regno Unito di Gran Bretagna e Irlanda.